# Stazione di Madonna di Campagna (1868)
La stazione di Madonna di Campagna è stata una fermata ferroviaria situata sulla linea Ferrovia Torino-Ceres, era a servizio del quartiere Madonna di Campagna di Torino.

## Storia
La fermata venne inaugurata nel 1868 insieme alla tratta Torino-Venaria Reale. Continuò il suo esercizio fino al 1991 e sostituita dalla nuova sotterranea, in occasione dell'interramento e del raddoppio della tratta ferroviaria. Il vecchio fabbricato viaggiatori fu abbattuto poco dopo.

## Strutture e impianti
La fermata era composta da un fabbricato viaggiatori (demolito) e dal solo binario di circolazione.

## Movimento
La fermata era servita fino al 1991 da treni regionali, diretti a Ceres, gestita da SATTI.